# マルコ・カサグランデ

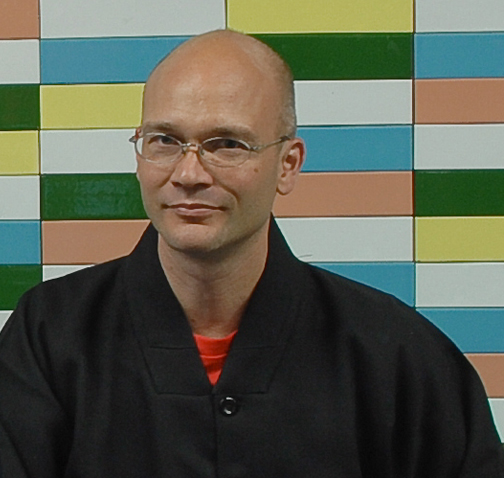
Marco Casagrande at SZHK Biennale, 2009

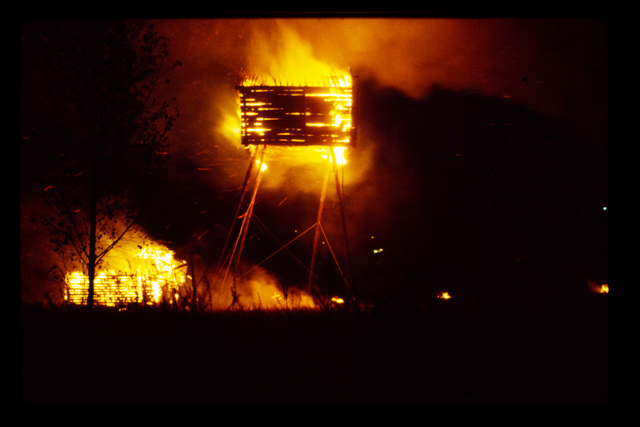
Land(e)scape, 1999

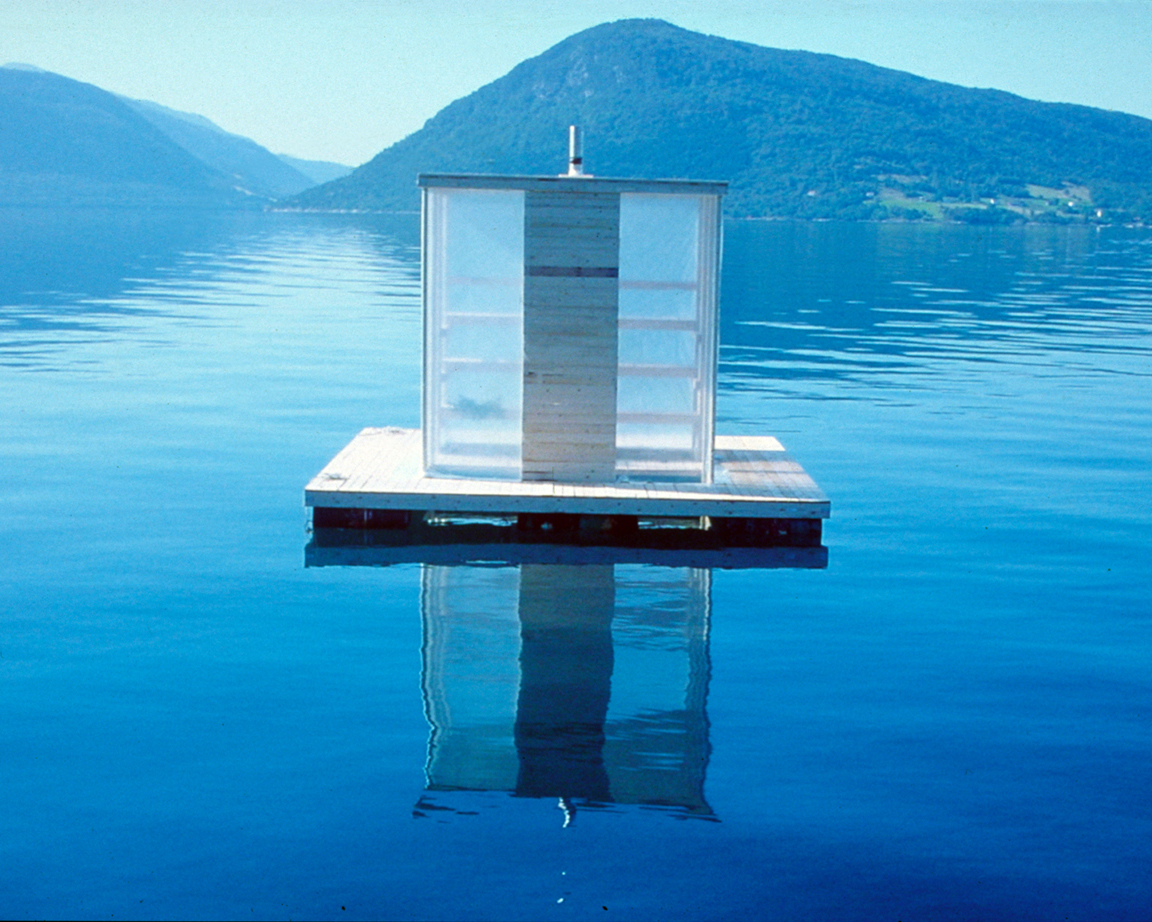
Floating Sauna, 2002

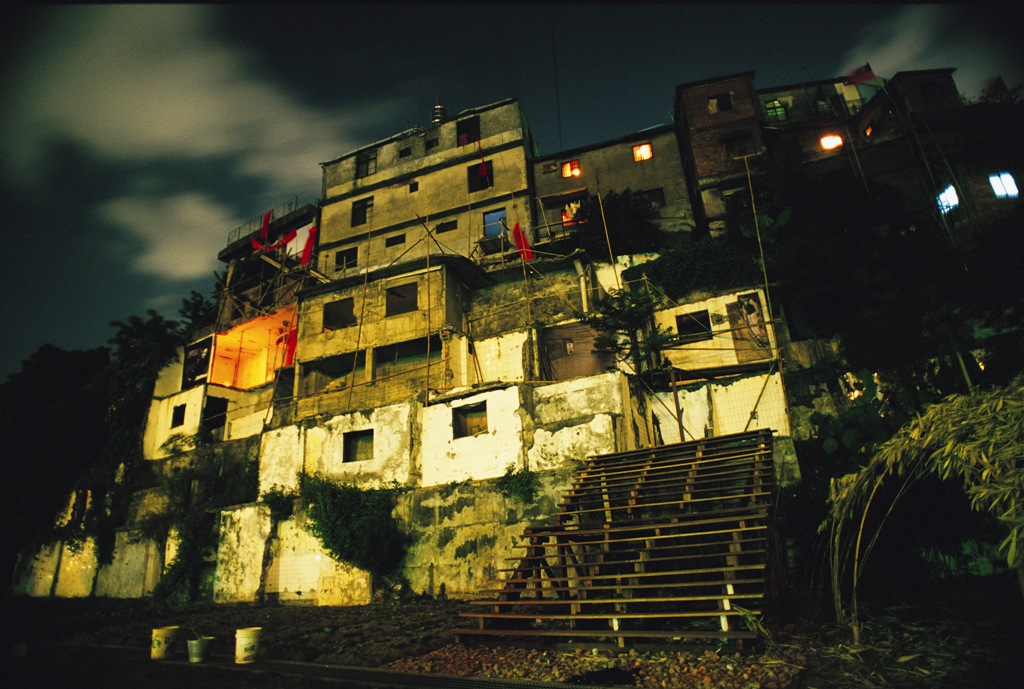
Treasure Hill, 2003

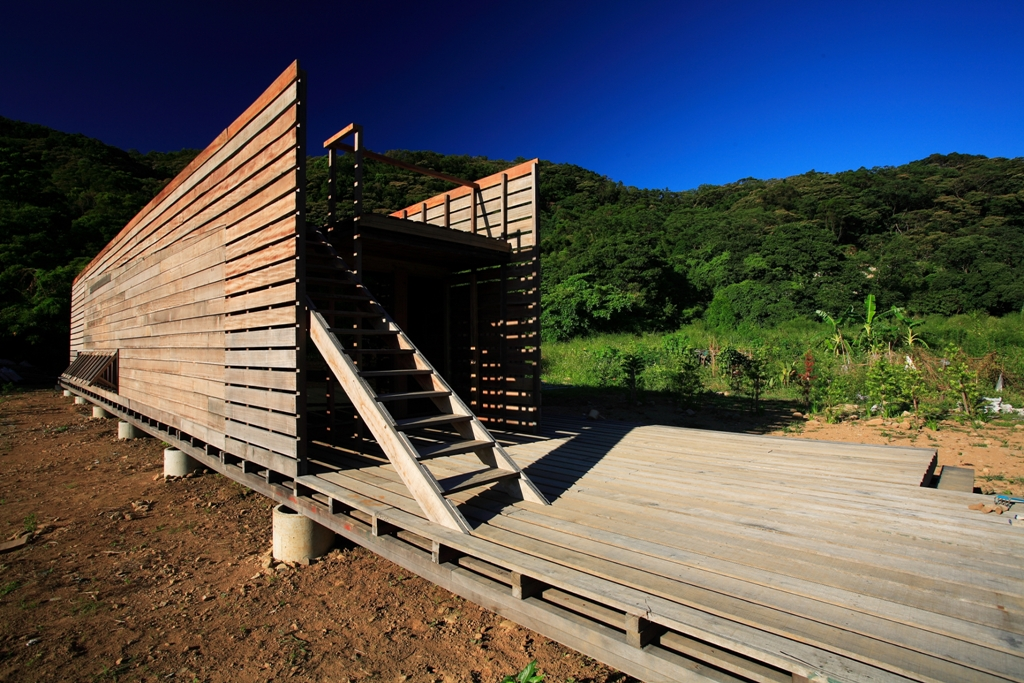
Chen House, 2008

マルコ・カサグランデ（Marco Casagrande, 1971年5月7日 - ）は、フィンランドの建築家。

## 主な作品
1999年
Land(e)scape（フィンランド・サヴォンリンナ）
2000年
60 Minute Man（イタリア・ヴェネツィアビエンナーレ2000）
Uunisaari Summer Theatre（フィンランド・ヘルシンキ）
1000 White Flags（フィンランド・コリ）
Quetzalcoatlus（キューバ・ハバナビエンナーレ2000）
2001年
Bird Cage（横浜トリエンナーレ2001）
Installation 1:2001（イタリア・フィレンツェビエンナーレ2001）
2002年
Dallas-Kalevala（北海道　デメーテル2002）
Chain Reactor（カナダ・モントリオールビエンナーレ2002）
Anarchist Gardener（プエルトリコビエンナーレ2002）
Floating Sauna（ノルウェー・ローゼンダール）
2003年
Redrum（アメリカ・アラスカデザインフォーラム2003）
Potemkin（新潟　越後妻有トリエンナーレ2003）
Treasure Hill（台湾・台北）
2004年
Post Industrial Fleet（イタリア・ヴェネツィアビエンナーレ2004）
Human Layer（英・ロンドン、ヘルシンキ、台北）
2005年
Chamber of the Post-Urbanist 104（台北現代美術館）
2006年
CityZen Garden（ヴェネツィアビエンナーレ2006）
2008年
Chen House（台湾・三芝郷）
2009年
Bug Dome
2010年
Ruin Academy
2011年
Cicada
2012年
Sandworm
2013年
Apelle
Oystermen